# Clytia ambiguum
Clytia ambiguum är en nässeldjursart som först beskrevs av Agassiz och Mayer 1899.  Clytia ambiguum ingår i släktet Clytia och familjen Campanulariidae. Inga underarter finns listade i Catalogue of Life.